# سوامپ تینگ
سوامپ تینگ یا موجود باتلاقی (به انگلیسی: Swamp Thing)، یک شخصیت خیالی در کتاب‌های کامیک آمریکایی منتشر شده توسط دی‌سی کامیکس است. او آفریده و عنصری گیاهی/انسان‌نما است که توسط نویسنده لن وین و طراح برنی رایتسون خلق شده‌است. سوامپ تینگ تا به حال چندین تجسم مختلف انسان‌نما یا شبیه به هیولا در روایات متفاوت داشته است. او برای نخستین‌بار با نام الکس اولسن در شمارهٔ ۹۲ از مجموعه داستان ترسناک مستقل خانهٔ اسرار (ژوئیهٔ ۱۹۷۱) حضور پیدا کرد، و سپس به وسیلهٔ یک بروزرسانی توسط سازندگان تبدیل به الک هالند شد و در شمارهٔ ۱ از مجموعهٔ انفرادی موجود باتلاقی (نوامبر ۱۹۷۲) و در زمانی یکسان با دیگر داستان‌های دنیای دی‌سی بازگشت.
گیاه‌شناس دکتر الک هالند، پس از مرگش در نتیجهٔ یک اتفاق وحشتناک و ناگهانی در باتلاق، تبدیل به نماد این آفریدهٔ سبز گشت. موجود باتلاقی با توانایی کنترل تمامی اشکال زندگی گیاهی، از قدرت خود برای محافظت از انسان‌ها، دنیای گیاهان و به‌طور کلی محیط‌زیست در برابر تهدیدهای مختلف فراطبیعی و تروریستی استفاده می‌کند.